# Listă de localități redenumite din Republica Moldova
Aceasta este o listă de localități redenumite din Republica Moldova.

## Orașe
- Pașcani pe Bîc → (?) Anenii Noi
- Romanovca → (1960 ?) Basarabeasca
- Cupcini → (1960 ?) Kalininsk → (1990) Cupcini
- Ghindești → (1950 ?) Leninskii → (1990) Ghindești
- Hîncești → (1940) Kotovsk → (1941) Hîncești → (1944) Kotovsk → (1990) Hîncești
- Ialoveni → (1960 ?) Kutuzov → (1990) Ialoveni
- Sîngerei → (1940 ?) Lazovsk → (1990) Sîngerei
- Șoldănești → (1985) Cernenko → (1988) Șoldănești
- Biruința → (1940 ?) Suvorovo → (1990) Ștefan Vodă

## Sate
- Alexandru Ioan Cuza → (1940 ?) Suvorovo → (anii 1990) Alexandru Ioan Cuza
- Balan → Malinovscoe
- Cârlani → Stejăreni
- Chișcăreni → (1960 ?) Lazo → (1990) Chișcăreni
- Chircanii Noi → (după 1956) Lebedenco
- Kotovsk → Regina Maria (r.Soroca) ?
- Regina Maria (r.Hîncești) → Semionovca ?
- Kirlannar → (1950) Cotovscoe[1]
- Novaia Denevița → (1950) Svetlîi[2]